# Вайт (округ, Теннессі)
Шаблон:StateAbbr_ 35°56′ пн. ш. 85°27′ зх. д. / 35.93° пн. ш. 85.45° зх. д.
Округ  Вайт (англ. White County) — округ (графство) у штаті  Теннессі, США. Ідентифікатор округу 47185.

## Історія
Округ утворений 1806 року.

## Демографія
За даними перепису 2000 року загальне населення округу становило 23102 осіб, зокрема міського населення було 4089, а сільського — 19013. Серед мешканців округу чоловіків було 11326, а жінок — 11776. В окрузі було 9229 домогосподарств, 6771 родин, які мешкали в 10191 будинках. Середній розмір родини становив 2,9.
Віковий розподіл населення поданий у таблиці:
| Стать    | До 15 років | 15-21 | 22-29 | 30-39 | 40-49 | 50-65 | 65-85 | Понад 85 |
| -------- | ----------- | ----- | ----- | ----- | ----- | ----- | ----- | -------- |
| Чоловіки | 2318        | 1069  | 1073  | 1640  | 1666  | 2060  | 1378  | 122      |
| Жінки    | 2150        | 983   | 1042  | 1661  | 1739  | 2167  | 1761  | 273      |

## Суміжні округи
- Патнем — північ
- Камберленд — схід
- Бледсо — південний схід
- Ван-Б'юрен — південь
- Воррен — південний захід
- Декальб — захід

## Виноски
1. ↑  U.S. Decennial Census. United States Census Bureau. Архів оригіналу за 19 липня 2018. Процитовано 14 квітня 2015.
2. ↑  Historical Census Browser. University of Virginia Library. Архів оригіналу за 11 серпня 2012. Процитовано 14 квітня 2015.
3. ↑  Forstall, Richard L., ред. (27 березня 1995). Population of Counties by Decennial Census: 1900 to 1990. United States Census Bureau. Архів оригіналу за 21 лютого 2015. Процитовано 14 квітня 2015.
4. ↑  Census 2000 PHC-T-4. Ranking Tables for Counties: 1990 and 2000 (PDF). United States Census Bureau. 2 квітня 2001. Архів оригіналу (PDF) за 18 грудня 2014. Процитовано 14 квітня 2015.
5. ↑  State & County QuickFacts. United States Census Bureau. Архів оригіналу за 8 листопада 2015. Процитовано 7 грудня 2013.(англ.) Наведено за англійською вікіпедією.
6. ↑  American FactFinder. Бюро перепису населення США. Архів оригіналу за 26 лютого 2012. Процитовано 31 січня 2008.

| США | Це незавершена стаття з географії США. Ви можете допомогти проєкту, виправивши або дописавши її. |